# Cosey
Bernard Cosendai, född 14 juni 1950 i Lausanne, är en schweizisk serieskapare, aktiv under artistnamnet Cosey. Han är bland annat känd för äventyrsserien Jonathan (1975–2013). År 2017 vann han Angoulêmes stora pris på seriefestivalen i Angoulême.

## Biografi
Cosey arbetade för en reklambyrå innan han övergick till att teckna serier. I slutet av 1960-talet var han granne med Derib, på den tiden mer eller mindre Schweiz enda professionella serieskapare. Derib fungerade ett tag som lärare i serieskapande för den unge Cosey och lät denne färglägga ett par av hans seriealbum.

### Tidiga serier, Jonathan
År 1970 debuterade Cosey som serietecknare, i den belgiska dagstidningen Le Soir. Det hela var en humoristisk deckarhistoria under titeln Monfreid et Tilbury och efter manus av den etablerade André-Paul Duchteau. Därefter kom Cosey med sin första albumhistoria efter eget manus och i samma stil – Le Retour de la bête, med handlingen förlagd till sjöodjurets Loch Ness.
Coseys mest kända och mest långlivade serie föddes 1975. Det första avsnittet i serien Jonathan tidningspublicerades i serietidningen Tintin och kom från och med 1977 regelbundet ut i albumform. Serieavsnitten följde titelfiguren, en ung man till utseendet mycket snarlik serieskaparen själv, på dennes sökande efter meningen med livet i en miljö där naturen ofta spelar huvudrollen. Det är inte så mycket en traditionell äventyrsserie som en roadmovie i serieform, där huvudpersonen träffar på olika existenser i Asien runtomkring Himalaya på sin upptäcktsfärd. Cosey var själv ett antal år tidigare en av ungdomsrevoltens barn, och Jonathan präglas i viss mån av denna hippiementalitet.

### Senare verk

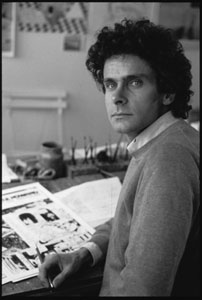
Cosey vid sitt arbetsbord, cirka 1980-talet (foto av Erling Mandelmann).

1984, efter nio albumhistorier med Jonathan, lade Cosey denna serie tillfälligt åt sidan. Istället koncentrerade han sig på den fristående serieromanen À la recherche de Peter Pan (danska: På sporet af Peter Pan). Serien utspelade sig i Coseys eget alplandskap, och är en historia om en brittisk 1930-talsförfattare som i praktiken utvecklas till en utvecklingsroman med viss självbiografisk vinkel.
I denna historia fick civilisationen och människorna ta större roll, en stil som Cosey därefter kommit att utveckla vidare i både de följande Jonathan-albumen och senare års rätt många fristående verk. Många av dessa berättelser kom att utspela sig i USA, vars mytologiska grundvalar kommit att intressera honom. Det handlar här om det stora landets moderna myter och såren efter Vietnamkriget, en miljö som även engagerat filmskapare som Wim Wenders och Jim Jarmusch.
Serien Jonathan kom i 16 album fram till 2013. Under 2010-talet har Cosey även arbetat med flera olika versioner av Disney-serier, i sin egen poetiska stil.

### Andra aktiviteter
Vid sidan av arbetet som serieskapare har Cosey genom årens lopp även fått göra illustrationer till ett antal olika böcker och skivomslag. Det har bland annat rört sig om verk med teman nära Coseys motivval – som L'Enfant Bouddha av Jacques Salomé och Le Vol de l'aigle av Jean-Charles Bernardini.

## Stil och mottagande
Teckningsmässigt inspirerade han sig tidigt av kollegorna Deribs och Jean-Claude Mézières från början ganska halvkarikerade manér, och alla tre utvecklades med tiden i mer realistisk riktning. Seriernas färgläggning har också bidragit till den poetiska tonen i serien, och Coseys stämningsfulla vinterlandskap är vitt omtalade i branschen.
I den franskspråkiga världen har Coseys personliga och känsligt tecknade äventyrshistorier av roadmovie-snitt gjort honom till en av de stora serieskaparna. Han har fått ta emot de flesta av de stora branschpriserna, och 2017 mottog han Angoulêmes stora pris.

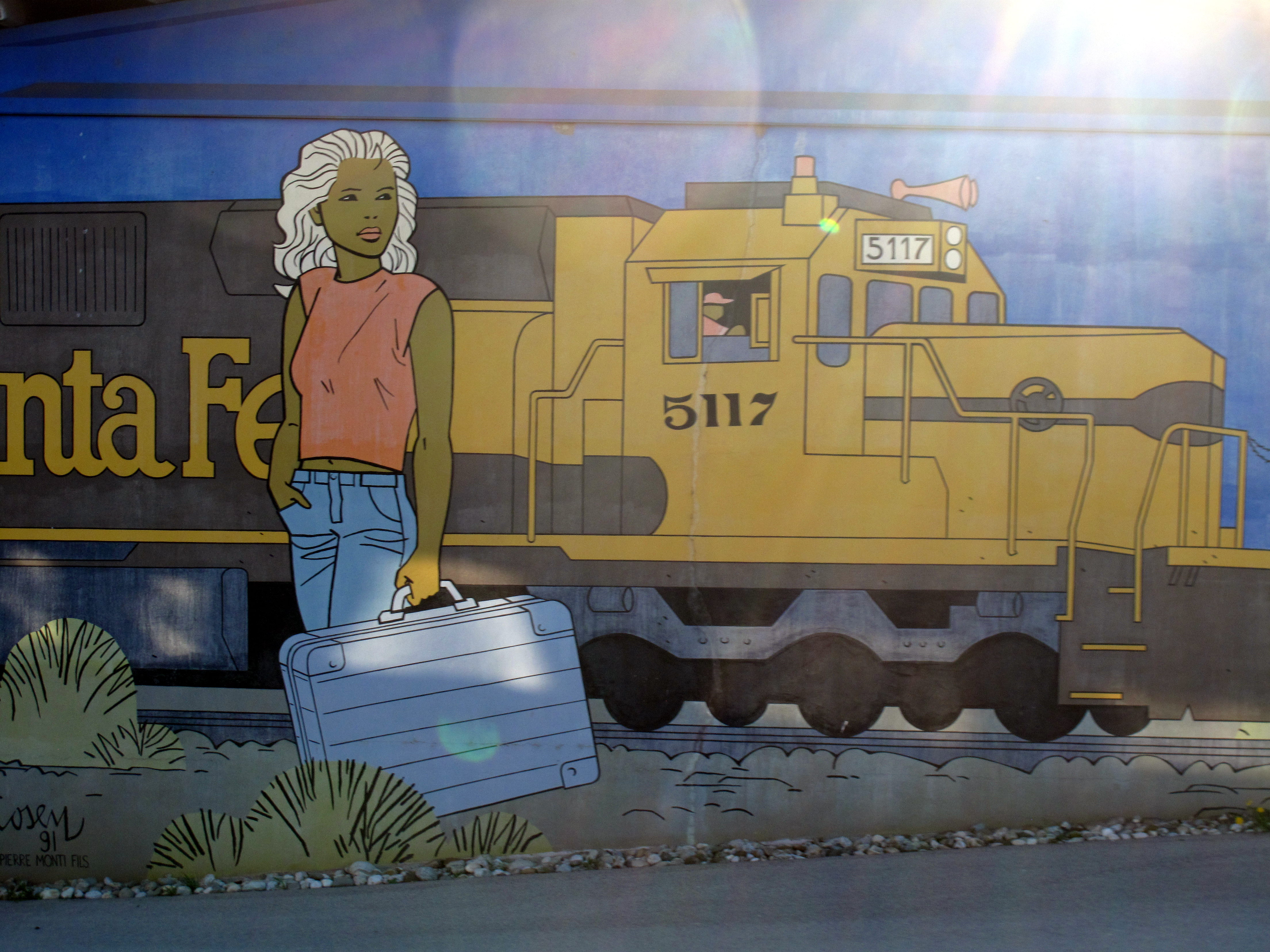
Fresk av Cosey i en hangar nära Morges i Schweiz.

Redan 1975 började Jonathan komma ut i dansk översättning, i tidningen Fart och Tempo, och Cosey har därefter varit flitigt publicerad i albumform på danska. Annars är Cosey relativt okänd utanför den franskspråkiga serievärlden, och i Sverige är Cosey nästan helt opublicerad; 2017 kom dock "Disney-serien" En mystisk melodi ut på svenska Egmont.

### Tidningsserier
- Monfreid et Tilbury (bild), med André-Paul Duchâteau (manus), i Samedi Jeunesse, 1971
- Paul Aroïd, i 24 heures:

1. 24 heures avec Paul Aroid, 1971
2. Le Retour de la bête, 1972
3. Un rire au fond du lac, 1973

- Un shampooing pour la couronne, Une aventure de Clarence (bild), med Jacques Ralf (manus), i 24 heures, 1973.
- Perles à Rebours aux Tuamotu, i 24 heures och La Dépêche de Tahiti, 1974
- Jonathan, i Tintin, 1975–1982
- tvåsidig serie i Spécial John Lennon, L'Hommage de la Bande Dessinée, Casterman, specialnummer av À Suivre, 1981
- À la recherche de Peter Pan, i Tintin, 1983–1984
- Une petite tulipe rose, i Spirou #3383, 2003
- Le Bouddha d'Azur, i Spirou, 2005–2006

### Seriealbum
- Un shampooing pour la couronne, Une aventure de Clarence, Publishing & Copyright, 1974
- Jonathan, Le Lombard, 16 volymer, 1975-2013

1. Souviens-toi, Jonathan, 1977 • Husker du, Jonathan, Williams, 1978 – (danska)
2. Et la montagne chantera pour toi, 1977 • … Og bjerget synger for dig, Williams, 1979 – (danska)
3. Pieds nus sous les Rhododendrons, 1977 • Nøgne fødder under rhododendronerne, Williams, 1979 – (danska)
4. Le Berceau du Bodhisattva, 1979 • Bodhisattvas vugge, Williams, 1980 – (danska)
5. L'Espace bleu entre les nuages, 1980 • Skyerne skilles, Williams, 1980 – (danska)
6. Douniacha, il y a longtemps…, 1980 • Det er længe siden, Douniacha, Interpresse, 1982 – (danska)
7. Kate, 1981 (Kate, Interpresse, 1983 – (danska)
8. Le Privilège du serpent, 1982 • Slangens privilegium, Interpresse, 1983 – (danska)
9. Neal et Sylvester, 1983 • Neal og Sylvester, Interpresse, 1985 – (danska)
10. Oncle Howard est de retour, 1985 • Velkommen hjem, onkel Howard, Interpresse, 1986 – (danska)
11. Greyshore Island, 1986 • Greyshore Island, Interpresse, 1986 – (danska)
12. Celui qui mène les fleuves à la mer, 1997 • Den der fører floderne til havet, Carlsen Comics, 1997 – (danska)
13. La Saveur du Songrong, 2001 • Smagen af Songrong, Forlaget Fabel, 2019 – (danska)
14. Elle ou dix mille lucioles, 2008
15. Atsuko, 2011
16. Celle qui fut, 2013

- Une autobiographie imaginaire en BD (specialutgåva), Le Lombard, 2011

- À la recherche de Peter Pan, Le Lombard:

1. À la recherche de Peter Pan 1, 1984 • På sporet af Peter Pan, 1. del, Federik E 1985/Interpresse 1987 – (danska)
2. À la recherche de Peter Pan 2, 1985 • På sporet af Peter Pan, 2. del, Frederik E 1985/Interpresse 1987 – (danska)

- Samlingsutgåva i 1 volym (Le Lombard) 2017, ny samlingsutgåva i 1 svart-vit volym (Niffle) 2018

- Le Voyage en Italie, Dupuis, 2 volymer, 1988 • Rejsen til Italien 1 + Rejsen til Italien 2, Interpresse 1989 – (danska)
- Orchidea, Dupuis, 1990 • Orchidea, Carlsen 1992 – (danska)
- Le Retour de la bête, Lock Ness, 1991. Återutgivning av tidningsserier från 1971–1972.
- Saïgon – Hanoï, Dupuis, 1992 • Saigon-Hanoi, Carlsen 1993 – (danska)
- Zélie Nord – Sud, Le Lombard, 1994 • Zélie, Carlsen 1994 – (danska)
- Joyeux Noël, May!, Dupuis, 1995 • Glædelig jul, May!, Carlsen 1996 - (danska)
- Zeke raconte des histoires, Dupuis, 1999
- Une maison de Frank L. Wright, Dupuis, 2003
- Champéry, été 1863, Patrimoine Champérolin, 2004
- Tu manques, efter Jean-Jacques Goldman, i antologin Chansons pour les yeux, Delcourt, 2004
- Le Bouddha d'Azur, Dupuis, 2 volymer, 2005 + 2006 • Himmelbuddhaen, 1. del + Himmelbuddhaen, 2. del, Carlsen 2008 – (danska)
- Une mystérieuse mélodie, efter Walt Disney, Glénat, 2016 • En mystisk melodi, Egmont Publishing 2017 – (svenska)
- Calypso, Futuropolis, 2017
- Minnie et le secret de tante Miranda efter Walt Disney, Glénat, 2019